# نوم الموجة البطيئة
نوم الموجة البطيئة (بالإنجليزية: Slow-wave sleep)‏ ويشار إليه غالبا بالنوم العميق، يشمل المرحلة الثالثة من نوم حركة العين غير السريعة. ويستغرق في العادة بين 70 و90 دقيقة ويحدث خلال الساعات الأولى من الليل. في البداية، اعتُبر أن نوم الموجة البطيئة يتكون من المرحلتين: 3 التي تحتوي على 20-50 بالمئة من نشاط الموجة دلتا [الإنجليزية]، والمرحلة الرابعة التي تحتوي على أزيد من 50 بالمئة من نشاط الموجة دلتا.:291